# Centrum Cyfrowe
Fundacja Centrum Cyfrowe – polska organizacja pozarządowa, której celem jest wspieranie otwartości i zaangażowania w świecie nowoczesnych technologii. Założona w 2015 roku organizacja działa w modelu think-and-do tank wspiera otwartość i zaangażowanie w świecie nowoczesnych technologii. Pracuje na rzecz zmiany społecznej i zwiększenia zaangażowania obywatelskiego, wykorzystując narzędzia cyfrowe i modele współpracy oparte na dzieleniu się zasobami i wiedzą.
Fundacja została założona 22 października 2015 roku przez Pawła Ciacka, Szymona Gutkowskiego, Igora Ostrowskiego i Alka Tarkowskiego oraz Fundację Projekt: Polska jako fundatora instytucjonalnego. Jest bezpośrednią kontynuacją Centrum Cyfrowego Projekt: Polska, założonego w 2010 roku instytutu badawczego Fundacji Projekt: Polska.

## Misja i cele
Misją Centrum Cyfrowego jest zmienianie świata na bardziej inkluzywny, współpracujący i otwarty poprzez zmianę tego, jak ludzie się uczą, uczestniczą w kulturze, korzystają z internetu i swoich praw jako użytkowników sieci.
Cele strategiczne fundacji
1. kompetentni użytkownicy: wspieranie podnoszenia kompetencji związanych z otwartością i współdziałaniem
2. otwarte instytucje: dążenie do tego, by instytucje w większym stopniu działały w sposób otwarty realizując swoją społeczną misję
3. dobre regulacje: działanie na rzecz dostosowania przepisów oraz wykorzystania narzędzi prawnych tak, by wspierać potrzeby i prawa użytkowników związane z otwartymi obiegami zasobów w internecie
4. społeczny wymiar technologii: diagnozowanie zmian społecznych i kulturowych zachodzących w społeczeństwie pod wpływem technologii cyfrowych; wprowadzanie do dyskursu o technologii perspektywę obywatelską, troski o otwartość i o dobro wspólne

## Działania
Fundacja podejmuje działania rzecznicze, edukacyjne i badawcze. Działania rzecznicze fundacji obejmują reformę prawa autorskiego, przepisy regulujące dostępność informacji i zasobów publicznych i regulację internetu. Działania edukacyjne fundacji dotyczą kwestii związanych ze znajomością prawa autorskiego, otwartych modeli licencjonowania i otwartych modeli tworzenia treści.  
Częścią fundacji jest Pracownia Otwierania Kultury oraz Spółdzielnia Otwartej Edukacji.
Pracownia Otwierania Kultury wspiera publiczną misję instytucji kultury poprzez przybliżanie otwartych cyfrowych zasobów dziedzictwa ich odbiorcom. Służy dzieleniu się wiedzą, budowaniu kompetencji i tworzeniu narzędzi. Gromadzi przedstawicieli instytucji kultury, badaczy społecznych, projektantów, programistów i użytkowników, by wspólnie wypracowali innowacyjne i efektywne sposoby dzielenia się cyfrowymi zasobami kultury.
Centrum Cyfrowe w 2012 roku stworzyło stronę internetową Otwarte Zabytki, czyli crowsourcingowy serwis zbierający i udostępniający informacje o polskich zabytkach.
Co roku fundacja włącza się w obchody Dnia Domeny Publicznej. To święto promujące istnienie domeny publicznej oraz powiększanie się tego zasobu w związku z włączeniem utworów, co do których 1 stycznia danego roku wygasają majątkowe prawa autorskie.
Działania Spółdzielni Otwartej Edukacji (SpołEd) skupiają się na wsparciu otwartej edukacji w polskiej szkole. SpołEd ma na celu budowanie i doskonalenie modelu współpracy przy tworzeniu wysokiej jakości otwartych zasobów edukacyjnych (OZE). Tworzy sieć nauczycieli, którzy cenią sobie wzajemną pomoc, współdziałanie z uczniami, innymi szkołami, ze specjalistami z różnych dziedzin.
W fundacji prowadzone są również działania rzecznicze. Zespół polityk publicznych pracuje na rzecz wprowadzania rozwiązań prawnych, które wspierają otwarte obiegi treści i danych oraz gwarantują prawa użytkowniczek i użytkowników internetu. W latach 2015–2019 fundacja była zaangażowana – poprzez stowarzyszenie Communia – w europejską reformę prawa autorskiego i debatę legislacyjną nad nową Dyrektywą w sprawie praw autorskich na jednolitym rynku cyfrowym. W tym czasie fundacja wraz z partnerami zainicjowała projekt Copyright for Education, dotyczący dozwolonego użytku dla celów edukacyjnych.
Fundacja jest jedną z czołowych organizacji promujących w Polsce licencje Creative Commons. Do 2018 roku fundacja była partnerem instytucjonalnym amerykańskiej organizacji Creative Commons, prowadząc projekt Creative Commons Polska. Po reformie modelu współpracy w ramach sieci Creative Commons, fundacja została członkiem oddziału Creative Commons Polska. 
Fundacja jest członkiem stowarzyszenia Communia, Koalicji Otwartej Edukacji, Open Education Policy Network, Europeana pro, członkiem obserwatorem European Digital Rights.